# Boîte à vendre
Pour les articles homonymes, voir À vendre.
Pour plus de détails, voir Fiche technique et Distribution.
Boîte à vendre est un court-métrage français réalisé par Claude Lalande, sorti en 1951.

## Synopsis
Malgré ses attractions, le cabaret de nuit « Le Doge » n'a pas de clients. Au moment où le personnel, désabusé, s'en va, un acheteur se fait connaître. Pris au dépourvu, le patron, pour remplir sa boîte, invite les locataires voisins. Une soirée s'improvise.

## Fiche technique
- Titre : Boîte à vendre
- Réalisation : Claude Lalande, assisté de Maurice Wambst
- Scénario : Robert Rocca
- Adaptation et dialogues : Jean Broussolle
- Musique : Jean Broussolle (Éditions musicales Auber)
- Chansons : 
  - Irène Hilda chante : Buvons ensemble, J'ai de la veine, Connais-tu le bistrot ?, La polka du trottin
  - Simone Alma chante : Paris la nuit
- Photographie : Jacques Ledoux
- Son : Bernard Desfoux
- Production : Fortuna Films (France)
- Directeur de production : Jean-Louis Marquet
- Tournage : Dans le cabaret « Le Doge »
- Format : Noir et blanc - 1,33:1 - 35 mm - Son mono
- Durée : 20 min (542 mètres)
- Visa d'exploitation : 10931

## Distribution
- Louis de Funès : le patron de la boîte
- Gaby Basset
- Irène Hilda : Une chanteuse
- Simone Alma : Une chanteuse
- Jeannette Allouin
- Maurice Schutz
- René Berthier
- Raoul et son chien
- Paul Demange
- Bob Ingarao
- Colette Deréal
- Richard Marsan
- Francis Boyer
- Delcassant
- Odette Broussolle
- Edwige Johason
- André Gabriello
- jacques cathy
- Florence Véran
- Odette Nauroy
- Anne Villers
- Crésus